# Erlach (Hirschaid)

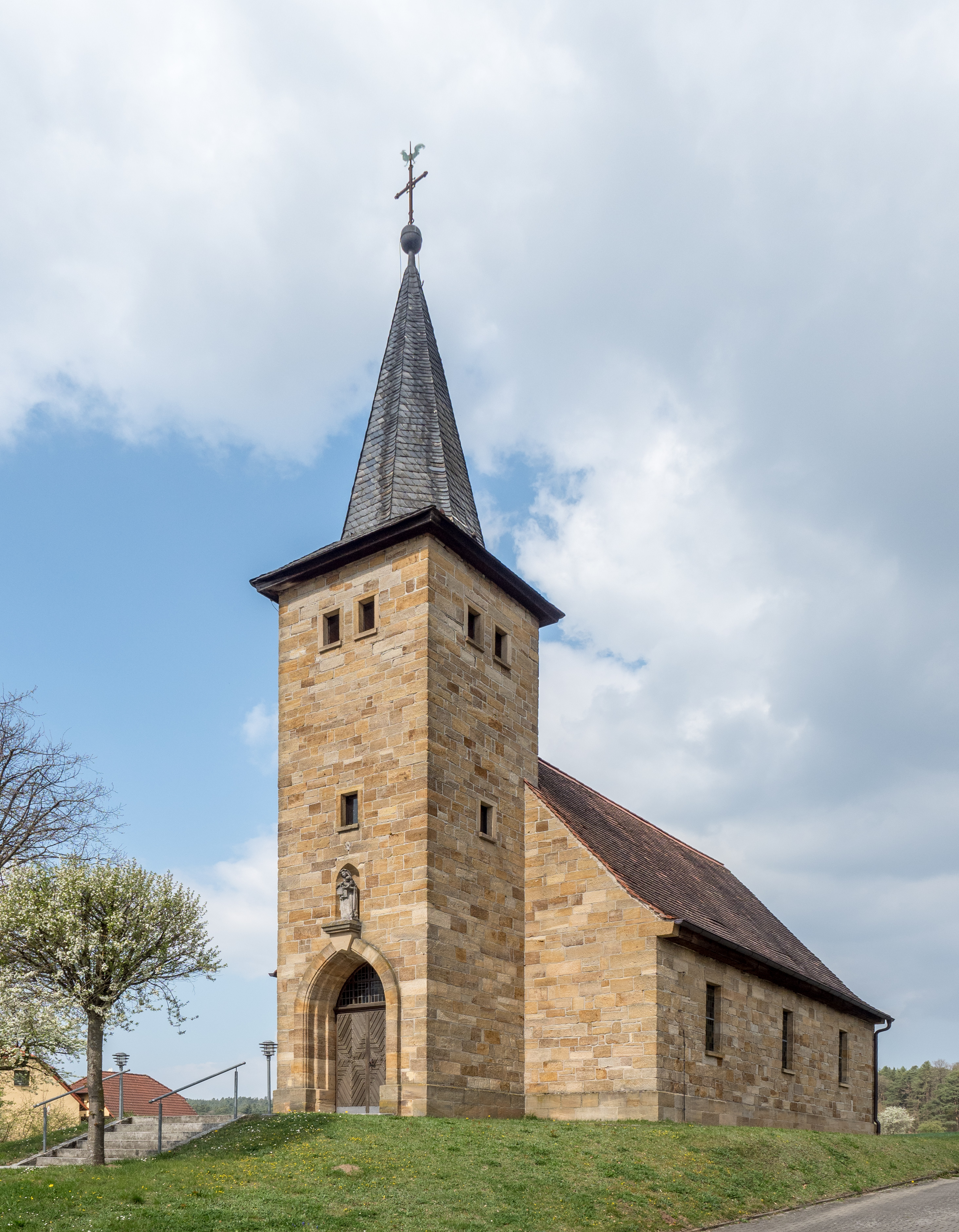
Filialkirche Maria vom Berge Karmel

Erlach ist ein Gemeindeteil des Marktes Hirschaid im oberfränkischen Landkreis Bamberg in Bayern.

## Lage
Das Kirchdorf liegt etwa 12 km südlich von Bamberg an der Regnitz und dem Main-Donau-Kanal. Es hat knapp 450 Einwohner.

## Geschichte
Die Untersuchungsergebnisse einer Flächengrabung zeigen, dass es bereits im 14. Jahrhundert v. Chr. eine Besiedlung im heutigen Erlach gab. Damit ist Erlach einer der am längsten bewohnten Orte im Frankenland. Erlach wurde erstmals im Jahre 1062 als „Sconen erlaha“ (Zum schönen Erlach) urkundlich erwähnt. Das Kloster Schlüsselau hatte dort ausgedehnte Zehntrechte. Kirchlich gehörte Erlach anfangs zur Pfarrei Buttenheim, wurde dann 1654 durch Vertrag getrennt und der einstigen Pfarrei Röbersdorf zugeteilt. Die Erlacher Mühle dürfte zu den ältesten Mühlen des Ebrachgrundes zählen. Schmuckstücke des Ortes sind die 1954 geweihte kleine Dorfkirche und der nahe gelegene Friedhof. Eine eigene Schule entstand 1918, wird aber nicht mehr als solche genutzt.
Der Ort wurde im Zuge der Gebietsreform in Bayern am 1. Januar 1972 nach Hirschaid eingemeindet.